# 冨岡行介
冨岡 行介（とみおか こうすけ、1955年（昭和30年）5月2日 - ）は、日本の銀行家。フィデア情報総研会長。フィデアホールディングス執行役副社長、北都銀行取締役会長執行役員を務めた。

## 人物・経歴
秋田県出身。1978年高崎経済大学経済学部卒業後、当時の羽後銀行に入行。
2008年6月北都銀行取締役経営統括本部長、2009年4月同行常務取締役経営統括本部長、2011年6月同行専務取締役。
2013年6月フィデアHD専務執行役、2018年4月北都銀行取締役専務執行役員、同年6月同行取締役副頭取執行役員、2019年4月フィデアHD執行役副社長。
2021年4月北都銀行取締役会長執行役員、
2022年6月フィデア情報総研会長、2023年6月北都銀行顧問。